# Cap d'Astarac
Cap d'Astarac è un comune francese di 480 abitanti situato nel dipartimento del Gers nella regione dell'Occitania. È stato istituito il 1 gennaio 2025 dalla fusione dei precedenti comuni di Cabas-Loumassès, Monbardon, Saint-Blancard e Sarcos.